# Ernst-Randolf Lochmann

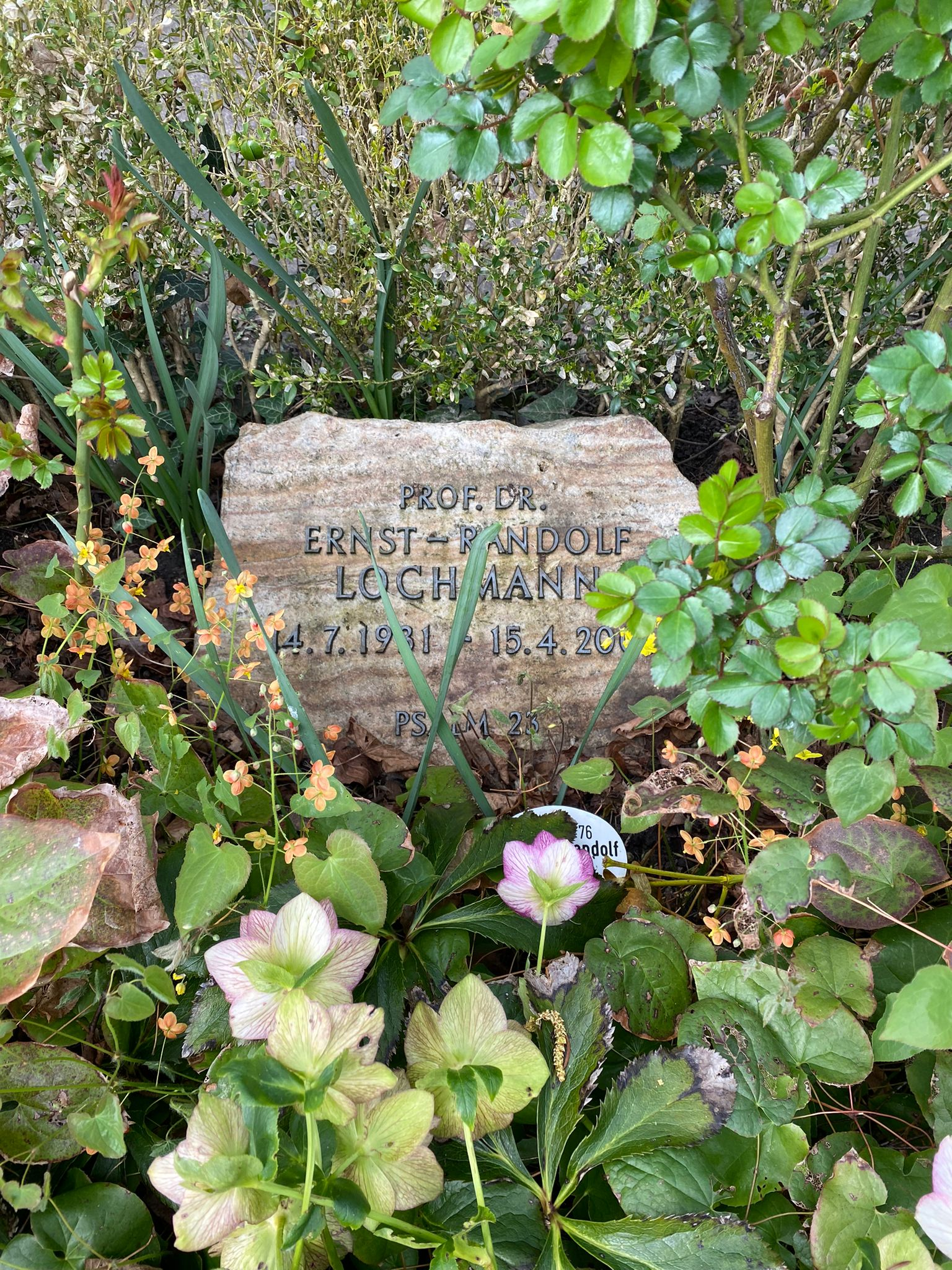
Grabstätte auf dem Friedhof Dahlem

Ernst-Randolf Lochmann (* 14. Juli 1931 in Halle; † 15. April 2003 in Bonn) war ein deutscher Wissenschaftler, Professor im Bereich Naturwissenschaften der Freien Universität Berlin und Gründungsmitglied der Partei Die Grünen.

## Leben
Nach dem Abitur in Halle 1950 studierte Lochmann ab Wintersemester 1951/52 an der TU Berlin Chemie. Das Studium schloss er 1959 mit dem Dipl.-Ing. ab. 1961 folgte der Dr.-Ing. Danach arbeitete er am Institut für Biophysik bei Werner Stein, dem späteren Berliner Kultursenator. Nach der Habilitation mit einer Arbeit über Strahlen- und Molekularbiologie, wurde Lochmann 1971 zum Professor an der FU Berlin ernannt.
Ernst-Randolf Lochmann starb 2003 im Alter von 71 Jahren in Bonn. Sein Grab befindet sich auf dem Friedhof Dahlem (Feld 010-76) in Berlin.

## Stasi-Vorwürfe
2001 berichtete Der Spiegel, Lochmann sei unter dem Tarnnamen „Dr. Zeitz“ als IM der Stasi geführt worden und habe als Agent bis zur Wende mehr als 20 Jahre lang für die DDR spioniert. Die Bundesanwaltschaft sei zu der Erkenntnis gekommen, dass kein Fall von Landesverrat vorliege.
Diese auch von anderen Medien aufgegriffenen Vorwürfe wurden von Lochmann in Interviews bestritten.